# Mistrzostwa Ameryki Południowej w Zapasach 2017
XIV Mistrzostwa rozegrano w dniach 22-23 listopada 2017 w brazylijskim mieście Rio de Janeiro.				

## Tabela medalowa
Gospodarz zawodów został zaznaczony kolorem.
| Poz.  | Państwo   |    |    |    | Łącznie |
| ----- | --------- | -- | -- | -- | ------- |
| 1.    | Brazylia  | 12 | 13 | 10 | 35      |
| 2.    | Peru      | 4  | 2  | 3  | 9       |
| 3     | Argentyna | 4  | 2  | 2  | 8       |
| 4.    | Chile     | 3  | 4  | 1  | 9       |
| 5.    | Kolumbia  | 0  | 1  | 1  | 2       |
| Razem | Razem     | 23 | 22 | 17 | 62      |

## Wyniki

### W stylu klasycznym
| Waga   | złoty            | srebrny          | brązowy                         |
| ------ | ---------------- | ---------------- | ------------------------------- |
| 59 kg  | Calebe Corrêa    | Cristóbal Torres | Sargis Khachataryan             |
| 66 kg  | Mario Molina     | Diego Romanelli  | Diego Moreno                    |
| 71 kg  | Joílson Júnior   | Kenedy Pedrosa   | Gerardo Oliva                   |
| 75 kg  | Ângelo Moreira   | Matías Cabezas   | ----                            |
| 85 kg  | Ronisson Brandão | José Moreno      | Ricardo Cárdenas                |
| 98 kg  | Carlos García    | Orlando Folhes   | Robson Kato                     |
| 130 kg | Yasmani Acosta   | Andrés Ayub      | Antonio dos Santos Rafael Filho |

### W stylu wolnym
| Waga   | złoty              | srebrny              | brązowy                         |
| ------ | ------------------ | -------------------- | ------------------------------- |
| 57 kg  | Yerson Henao       | Wellignton Silva     | Guillermo Rodríguez             |
| 61 kg  | Agustín Destribats | Marcos Oliveira      | ----                            |
| 65 kg  | Filipe Estevez     | Andrés Castañeda     | Carlos Murta João Silva         |
| 70 kg  | Abrahán Llontop    | Cristian Karlikowski | ----                            |
| 74 kg  | José Ambrocio      | Marcus Calasans      | Jorge Llano Kenedy Pedrosa      |
| 86 kg  | Pool Ambrocio      | Merużan Nikojan      | Cássio Oliveira Claudio Camargo |
| 97 kg  | Ricardo Báez       | Marcos Carrozino     | Ronald Valverde                 |
| 125 kg | Catriel Muriel     | Antonio dos Santos   | ----                            |

### W stylu wolnym kobiet
| Waga  | złoty             | srebrny           | brązowy          |
| ----- | ----------------- | ----------------- | ---------------- |
| 48 kg | Caroline Soares   | ----              | ----             |
| 53 kg | Evelin Sosa       | Kamila Barbosa    | ----             |
| 55 kg | Mayara Graciano   | Rosemary Brito    | ----             |
| 58 kg | Giullia Rodrigues | Munique Calazans  | ----             |
| 60 kg | Camila Fama       | Fabiana Alcântara | ----             |
| 63 kg | Laís Nunes        | Janet Sobero      | ----             |
| 69 kg | Dailane Reis      | Diana Cruz        | Brenda Aguiar    |
| 75 kg | Keila Calaça      | Thais Oliveira    | Tatiana Rentería |